# Thrixion
Thrixion är ett släkte av tvåvingar. Thrixion ingår i familjen parasitflugor.
Kladogram enligt Catalogue of Life:
| Thrixion | \| \| Thrixion aberrans \| \| \| \| \| \| Thrixion pilifrons \| \| \| \| |
|          | \| \| Thrixion aberrans \| \| \| \| \| \| Thrixion pilifrons \| \| \| \| |
|          | Thrixion aberrans                                                        |
|          |                                                                          |
|          | Thrixion pilifrons                                                       |
|          |                                                                          |